# Манциарли, Констанция
Констанция Манциарли (нем. Constanze Manziarly; 14 апреля 1920, Инсбрук, Австрия — пропала без вести 2 мая 1945, Берлин, Германия) — немецкий диетолог и повар, работавшая у Адольфа Гитлера. После того, как Манциарли покинула Бункер, о её местонахождении ничего не известно.

## Биография
Констанция Манциарли родилась 14 апреля 1920 года в Инсбруке, Австрия. Её отец был греком, мать — австрийкой. После окончания реального училища Манциарли выучилась в бюджетном учебном заведении на диетолога. Работа на Гитлера началась для Манциарли в Бишофсвизене, находясь в санатории Цабеля, она готовила диетические блюда по рецептам Бирхер-Беннера, которые доставляли для фюрера в Бергхоф. В 1943 году она устроилась диетсестрой к Гитлеру. Манциарли была личным поваром Гитлера во время их пребывания в Фюрербункере. По воспоминаниям секретаря Кристы Шрёдер, Манциарли была талантливой пианисткой, Гитлер по этому поводу восторгался: «У меня кухарка с фамилией Моцарт».
Вместе с Гердой Кристиан и Траудль Юнге 22 апреля 1945 года Манциарли получила персональное разрешение от Гитлера на отъезд из Фюрербункера, но тем не менее все три женщины остались с фюрером до его самоубийства.
1 мая 1945 года около половины девятого вечера Манциарли покинула Фюрербункер в составе группы, возглавлял которую СС-бригадефюрер Вильгельм Монке. В группу также входили личный пилот Гитлера Ганс Баур, группенфюрер Ганс Раттенхубер, секретари Герда Кристиан, Траудль Юнге и Эльза Крюгер.
Дальнейшая судьба Манциарли известна только со слов Траудль Юнге: в 1989 году Юнге утверждала, что последний раз видела Манциарли в составе группы из четырёх женщин, которые должны были доставить важный отчёт Карлу Дёницу, но в какой-то момент из-за суматохи группа распалась, и Манциарли попыталась смешаться с толпой местных женщин. Однако, в своей книге «До последней минуты» она утверждает, что видела в последний раз Манциарли 2 мая, когда диетолог зашла вместе с советскими солдатами в берлинский метрополитен, говоря, что «Они хотят видеть мои документы» (Юнге в книге указывает, что Манциарли, имея пухлость в щеках, вполне могла быть принята советскими солдатами за русскую). Больше она её не видела.

## В популярной культуре
- В фильме «Гитлер: Последние десять дней» Манциарли была сыграна Филлидой Ло[7].
- В фильме The Death of Adolf Hitler роль Манциарли исполнила Кэрол Бойд[англ.][8].
- В фильме «Бункер» Манциарли была сыграна Беттиной Редлих[нем.][9].